# The Grey Fox
The Grey Fox és una pel·lícula biogràfica western canadenca del 1982 dirigida per Phillip Borsos i escrita per John Hunter. Es basa en la història real de Bill Miner, un estatunidenc lladre de diligències que va protagonitzar el seu primer robatori al tren canadenc el 10 de setembre de 1904. La pel·lícula és protagonitzada per Richard Farnsworth com a Miner. El repartiment també compta amb Jackie Burroughs, Ken Pogue, Wayne Robson, Gary Reineke i Timothy Webber.

## Argument
El lladre de diligències Bill Miner és capturat i enviat a la presó durant 33 anys. Finalment és alliberat el 1901. Deambula, fora de lloc al nou segle, fins que veu una de les primeres pel·lícules, The Great Train Robbery, i s'inspira per copiar-lo a la vida real. Després d'un parell d'intents infructuosos, roba amb èxit un tren i s'amaga de la llei en una ciutat minera de la Columbia Britànica, convertint-se en un resident respectable. Allà coneix i s'enamora de la primera feminista i fotògrafa Katherine Flynn. Considera establir-se amb ella, però un últim robatori demostra ser la seva caiguda. Fidel al seu sobrenom, la guineu grisa s'escapa de la presó quan comencen els crèdits finals.

## Repartiment
- Richard Farnsworth com a Bill Miner/George Edwards
- Jackie Burroughs com a Katherine 'Kate' Flynn
- Ken Pogue com a Jack Budd
- Wayne Robson com a Shorty (William) Dunn
- Timothy Webber com el sergent Fernie
- Gary Reineke com el detectiu Pinkerton Seavy
- Sean Sullivan com a editor de diari

## Producció
Segons Farnsworth, la "empresa d'imatges" va ser l'única que mai va permetre filmar a Fort Steele (Colúmbia Britànica), un lloc històric. The Grey Fox també va ser filmada al British Columbia Railway / Pacific Great Eastern Railway, ara recorregut pel Canadian National Railway, entre Pemberton i Lillooet, Colúmbia Britànica, i el Lake Whatcom Railway entre Wickersham i Park, Washington. La seqüència de captura es va rodar a un quart de milla d'on realment va ser capturat Miner. L'arma de Miner, un "Colt Bisley a.41", va ser obtinguda d'un col·leccionista i utilitzada per Farnsworth en primers plans.
La pel·lícula es va finançar venent 696 unitats per 5.000 dòlars cadascuna a inversors, i es va editar el 1981 abans que es trobés un distribuïdor. Phillip Borsos va rebre 45.000 dòlars per dirigir la pel·lícula. La pel·lícula es va rodar del 7 d'octubre al 28 de novembre de 1980 i tenia un pressupost de 3.480.000 dòlars, però la despesa final va ser de 4.500.000 dòlars.

## Estrena
La pel·lícula es va projectar al Taormina Film Fest el juny de 1982 i es va estrenar a Toronto el 16 de desembre de 1982. Va recaptar més de 6 milions de dòlars a la taquilla de el seu primer any.

## Premis
The Grey Fox ha estat designada i conservada com a "obra mestra" per l'Audio-Visual Preservation Trust of Canada, una organització benèfica sense ànim de lucre dedicada a promoure la preservació del patrimoni audiovisual del Canadà.
Als 4ts Premis Genie de 1983, The Grey Fox va ser nominada a tretze premis i en va guanyar set:
- Millor pel·lícula
- Millor director (Borsos)
- Millor actor estranger (Farnsworth)
- Millor actriu secundària (Burroughs)
- Millor guió original (Hunter)
- Millor direcció artística (Bill Brodie)
- Millor banda sonora musical (Michael Conway Baker)

Un altre reconeixement per a Farnsworth va incloure una nominació al Globus d'Or al millor actor dramàtic.
També ha estat inclòs a la Llista TIFF de les deu millors pel·lícules de tots els temps del Canadà del Festival Internacional de Cinema de Toronto el 1984 i el 1993.

## Reacció crítica
Roger Ebert va elogiar la pel·lícula com "una aventura encantadora" i li va donar 3 estrelles i mitja. Rotten Tomatoes li va donar una rara puntuació 100% fresca, basada en vint-i-nou ressenyes. El Consens de Crítics diu: "The Grey Fox es pren llibertats amb la història real que la va inspirar, però l'objectiu del director Philip Borsos és cert, com també ho és el treball de Richard Farnsworth en el paper principal"

## Restauració i reestrena
La pel·lícula es va restaurar en 4K i es va tornar a estrenar als cinemes l'abril de 2020. També va veure el seu primer llançament oficial en DVD i Blu-Ray, que incloïa un comentari del cineasta Alex Cox, una entrevista amb el productor Peter O'Brian, i un reportatge sobre la restauració.